# 贝特朗·德拉诺埃
贝特朗·德拉诺埃（法語：Bertrand Delanoë，法語：[bɛʁ.tʁɑ̃ də.la.nɔ.e] ⓘ，1950年5月30日—）法国政治家，2001－2014年为巴黎市长。

## 政治生涯
贝特朗·德拉诺埃出生于突尼斯市，青年时随父母来到法国。
从23岁起他开始了他的政治生涯。1973年他成为艾瓦恩社会主义联盟的书记。
1977年他被选入巴黎市议会。1993年他成为巴黎市社会党的首领。1995年他进入法国参议院并成为其外交和国防委员会的书记。
2001年3月18日他当选为巴黎市长，成为1871年巴黎公社以来第一位左翼市长。德拉诺埃的当选有几个因素。第一因为当时右派政党分裂，两个选手互不相让导致其选民分裂，第二因为德拉诺埃受到左翼法国绿党的支持。
德拉诺埃当选市长后，其提高市区内的生活条件，减少污染，解决交通堵塞和建立人行区。
德拉诺埃是法国第一位公认自己是同性恋的政治家。1998年在一次电视采访中他正式“出柜”。德拉诺埃本人并没有积极参加同性恋组织的政治活动，但他希望他能以出柜行动消除一些社会上依然存在的偏见。2002年10月5日贝特朗·德拉诺埃在巴黎一个庆祝会上遇刺。其刺客对警察说他行刺的原因是“他不喜欢政治家，尤其不喜欢同性恋者。”德拉诺埃两周后伤愈出院。
2008年3月16日他连任巴黎市长，任期至2014年4月5日。